# 海明街道
海明街道，是中华人民共和国吉林省白城市洮北区下辖的一个乡镇级行政单位。

## 行政区划
海明街道下辖以下地区：
民生社区、民福社区、丹顶鹤社区、海翔社区、解放社区和海兴社区。